# Ђус (репер)
Иван Ивановић (Београд, 17. октобар 1981), познатији као Ђус (енгл. Juice), српски је репер. Поред музике бави се и цртањем графита, а по струци је фризер. Оснивач је реп група Фул мун, 93 Фу кру и рок групе Б-Матер.

## Биографија
Рођен је 17. октобра 1981. године у Београду, а одрастао је на Карабурми и Лекином брду, са мајком Весном. Отац му је преминуо 2016. године, а по занимању је био фризер. Ђус је завршио Школу за негу лепоте на Душановцу, по струци је фризер. Године 2016. са дугогодишњом партнерком Данијелом добио је сина Виктора, а у октобру 2020. године ћерку Сташу.
Његова тетка је усвојила Мину Костић када је она имала 5 година. Ђусов отац преминуо је 2016. године након дуге и тешке болести.

## Каријера

### Почетак каријере
Репом је почео да се бави са тринаест година, а надимак Ђус је сам себи наденуо по истоименом филму из 1992. године у ком глуми Тупак Шакур. После завршетка основне школе, Ђус пада под утицај репа, денс музике и турбо-фолка. У жељи да се опроба у репу, улази у тада већ познату групу на српској хип хоп сцени „Boys in the hood“, коју су поред њега чинили Бели и Сале Вождовац.
Деведесетих година у Србији, снимање студијских песама је било изузетно скупо, па се група ангажовала око самосталног снимања песама. Последњи пут као група, појавили су се са песмом Генерације гета у радио емисији Гето. Након снимања песме „No more games“, Ђус напушта групу и заједно са репером Шортијем (Shorty) оснива нову групу Фул мун (Full Moon). Након оснивања групе, поред Ђуса и Шортија у групи су се нашли Миша и Сале, који гостују на неколико песама овог састава.
После неколико снимљених песама, Ђус се упознаје са људима из групе Belgrade posse, која је била једна од водећих хип-хоп група у Србији и уз помоћ њих Фул мун избацује хит-сингл Размисли. Ово је била прва песма која је два пута за редом емитована у српској хип-хоп емисији Гето и ушла је на четврто место музичке топ листе 1995. године, док су испред ње са песмама били само афирмисани извођачи. Песма Размисли се нашла на компилацији Црни је звук за сваки струк 1997. године у издању Комуне, као и на многим другим компилацијама, што групу Фул мун афирмише још више.
Након упознавања чланова окупљених око црногорске хип-хоп групе Монтенигерс, између њих се остварује сарадња у виду појављивања Ђуса и Шортија у њиховом споту („Ducka Disel“) што додатно афирмише Фул мун. Непосредно након тога, Фул мун избацује албум На нивоу, 1998. године, који излази на касети и компакт-диску у издању Ценотросцене, а са две, уједно и најпопуларније песме снимљени су спотови Ја се враћам у свој храм и за песму И када знам. Са овим албумом, тврдог андерграунд звука постижу велики успех, а нарочито са хит синглом Ја се враћам у свој храм у drum and bass верзији, што је била уједно и прва drum and bass песма у Србији. Песме Фул муна појављивале су се на више телевизијских канала и у многим музичким емисијама у Србији.
После великог броја наступа у Београду и целој Србији, Фул мун гостује на Дунав Фесту у Немачкој, заједно са репером Груом.
Наком паузе током Нато бомбардовања СРЈ, Фул мун се успешно враћа на сцену концертом у Дому омладине у Београду и као предгрупа на концерту групе DAS EFX из Бруклина.
Поред спота за песму „Дука дизел“ („Ducka Disel“) 1996. године, црногорског реп састава Монтенигерс (Monteniggers), Ђус се нашао и у документарном филму Пећина сниманом 1999. године, који говори о уличној уметности и графитима, а 2002. године појавио се и као диск-џокеј у филму 1 на 1, са групом V.I.P., са којом је снимио песму Ко ће то да плати и чији је био члан.

### Соло каријера
Ђус је углавном сарађивао са члановима своје групе 93 Фу кру, као и са Бдат Џутимом, Илом, групом V.I.P., Груом, Еуфратом, Шортијем, Москријем, Севеном, Дениром, Хартманом, Бваном, Кид Пексом, Немањом Којићем Којотом и многим другим извођачима из Србије и из региона.
Остварио је и велики број дуета са певачима денс и забавне музике, као што су Анабела из групе Funky G, Хусеин Алијевић Хуса из поп-денс групе Beat Street, Иван Гавриловић, Мина Костић, Јелена Костов и многи други.
Након распуштања групе Фул мун, Ђус одлучује да одради соло пројекат, са песмама које је снимао четири године. Албум назван Хипхопиум вол.1 излази 2002. године за BK Sound и постиже експлозиван успех, нарочито са песмом Кеш колица, за коју је издат и спот 2004. године и која је те и наредних година била једна од највећих хитова реп музике и пуштала се на неколико телевизијских и радио канала. Ђус је са својим првим соло албумом постигао велики успех, инспирисао и постао узор публици и реперима са српске хип хоп сцене, а и шире. Промоција албума била је у ноћном клубу Бомбо у Београду и била је једна од највећих промоција албума у то доба. 
Након издавања албума и промоција, Ђус одлази у војску, где по изласку неколико година касније ствара песме за нови албум Брате минли, који 2006. године издаје City Records. Албум садржи два спота и 18. песама, које је Ђус урадио у сопственој продукцији. За разлику од претходног, албум Брате минли је сниман у потпуно новом звуку, мешавини реп и денс музике и гостима који нису из света хип хопа. Албум је сниман у студијима Hill River и Секунда у Земуну, а као гости на албуму појављују се Воке и Гић из Ђусовог бенда 93 Фу кру, Хусеин Алијевић Хуса из поп-денс групе Beat Street, Иван Гавриловић и Мина Костић.
Након великог успеха албума Брате минли, Ђус снима дует У твојим колима са Анабелом из групе Funky G, у покушају да врати стару славу денс музике у Србији.
Године 2007. заједно са Моногамијом објавио је дистрек Редаљка 1, на којем су изнели критике за већи део репера са српске хип хоп сцене и неколико репера са босанскохерцеговачке хип хоп сцене. По независном интернет магазину и веб-сајту loudpack.zone, Редаљка 1 је најпознатији дистрек са српске хип хоп сцене. Неколико месеци касније, такође 2007. године објављен је други део песме, под називом Редаљка 2.
Трећи соло албум Хипхопиум вол.2 објавио је 2008. године Албум је издат под покровитељством City Records, има 21. песму, а на њему се такође налазе дуети са великим бројем српских реп извођача.
Широј јавности постао је познат 2010. године уласком у ријалити-шоу Фарму, након тога је снимио шаљиву песму „Фарма драма“ у којој је исмејао све учеснике истоименог ријалитија. Године 2011. избацује две песме којима одступа од свог до тада препознатљивог музичког правца. Песму „Бамбола“ радио је у сарадњи са ди-џеј Шонетом (DJ Shone), и песму „Бикини“ са Миленом Ћеранић, која је такође била учесница ријалитија Фарма. 2011. године учествовао је у ријалити шоу Двор, где је освојио прву награду. Након тога, снима велики број дуета са певачима забавне и поп музике, а 2012. године у свет реп музике враћа се издавањем албума Апетити ми расту, првим треп албумом у Србији. Исте године, на фестивалу хип-хопа „Сви као један“ у Београду 2012. године најавио је нови албум, Хипхопиум вол.3, који издаје 2015. године.
У мају 2015. године појављује се у документарном филму Ја репујем - Смоке Мардељано, а након тога гостује истоименом реперу на албуму Знаш ме знам те.
У септембру 2017. године издаје албум Од блата до злата, а након тога је учествовао у ријалитију Парови.
У сарадњи са репером Марлоном Бруталом објавио је у новембру 2018. године спот и песму Маче, снимљену као саундтрек за филм Јужни ветар. Током 2019. године објавио је песме Мармелада, Space track, Банка, Проблем, Безобразна и песму Главе са Ђорђем Ђоганијем и репером Наполеоном, а за све нумере објављени су спотови.
Дана 14. августа 2020. године објавио је албум под називом Хипхопиум 4 са 26 нумера за Bassivity Digital. Поред српских, на албуму су гостовали хрватски репери, босанскохерцеговачки репер Френки и амерички репер Havoc, некадашњи члан групе Mobb deep. Уз албум објављено је поновно издање албума Хипхопиум вол.1, као и документарни филм под називом „Хипхопиум”.
Заједно са Шолајом снимио је песму и видео спот под називом Панцир, која је објављена 21. октобра 2020. године, за потребе филма Јужни ветар 2: Убрзање.
Крајем 2020. године постао је водитељ емисије „Шпиц” која се емитује на ТВ каналу Red.
Основао је рок групу Б-Матер, где је певач, а у јулу 2022. године Б-Матер је објавио истоимени албум са тринаест песама.
У марту 2023. године објавио је албум Дом за незбринуте песме, на којем се налази шеснаест песама. Појавио се у филму Муње: Опет! као Ћела.

## Дискографија

### Албуми
- На нивоу (1998) (Као члан групе Full Moon)
- (2002)
- Брате минли (2006)
- (2008)
- Апетити ми расту (2012)
- (2015)
- Од блата до злата (2017)
- (2020)
- (2023)

### Синглови
- Ја се враћам у свој храм са Шортијем (1998)
- Кеш колица (2002)
- Ко ће то да плати? (1998)
- Тако је како је (2002)
- Сви шмрчу ујдо са Бед копи (2002)
- Брате минли (2006)
- Репујемо (2009)
- Ghetto Kamikazi са Тонијем Дер Асијем (2013)
- Опила ме са Диџеј Киском и Јованом Перишићем (2015)
- Мој бол (2015)
- Боље да је крај (2015)
- Афтерпарти са Луном (2016)
- Само моја (2017)

### Гостовања на албумима и микстејповима
- Chill - Само опуштено (1998), на песми Управо пуштени, са Queen B и Mickey Doggom
- Гру - Беогард (2002), на песми Стара школа, нова школа, са Струком, Шортијем, Дрејом из групе WITB и Кизом из групе Робин Худ.
- Са групом Bad Copy (2002), на песми Сви шмрчу ујдо
- Oneya Bassivity mixtape - Први пут (2007), на песми Лирички обрачун, са Шортијем и Тимбетом
- Ила - Правила (2007), на песми Најјачи, са Sha-Ilom и C-Ya и на песми Играј мала
- J Cook - Кодекс 011 (2008), на песми Мамина лепото и на песми Дизели у хармонији са Воксом
- Дениро - Остаћу горе (2009), на скиту за албум
- J Cook - Пакао (2009), на песми Allstar са Воксом, Шварцом и групом C-Ya и са песмом Ја ћу да успем
- Вокс - 24-7 (2009), на песми Турбо дизел репер, са Ша, Ранком, Илом и Вокеом и на песми Како ти то желиш
- Вуја - А види ме сад (2010), на песми Воља и бол
- Вироне вол. 1 (2010), на песмама Последњи компромис, Нико не гледа сутра и песми Улични брате са Вокеом
- DJ Silent - Улице вол. 1 (2010), на песми Погледај реално са Still Fexom
- Вокс - Фул фулова (2010), на песми Кеш заради
- Хартман - Бетон (2010), на песми Underground
- Дениро - У солитерима (2010), на песми Све то кошта
- Ила - 2010 (2009), На песмама Братеее и Пун гас
- Принцип - Кинта кунта (2010), на песми Крипираш сам
- Елитна екипа - Реп индустрија (2010), на песми Све је ок са 93 Фу круом
- Скуби - Баос (2011), на песми Немој пешке
- Ill G - Године у причи (2011), на песми Музика за улицу
- Воке - Ритам и провизија (2012), на песми Само полако
- Лидер - In the house vol. 1 (2012), на песми Није касно
- Bad Voice - Под сунцем место купи (2012), на песми Директ из окружног и песми Рано дошао до свега
- Воке - Договор (2013), на песми Под уговором сам, са Воксом и Вокеом
- Вокс - Elysium (2013), на песмама Амбасадори, Сломи си врат и Џони Кеш са Воксом
- Џала Брат и Буба Корели - Пакт с ђаволом (2014), на песми Гето мајке
- Кид Пекс - Бечка школа (2014), на песми Терапија и песми Дрмај са Гидром и Кид Пексом
- Вироне - После 1 (2015), на песми Фантом
- Смоке Мардељано - Знаш ме знам те (2015), на песми You Aint A Killer
- Ел Президенте - Буди ладан (2015), на песми Немој да стајеш
- Прти Бее Гее - Петарда (2015), на песми Мистадаболина са Еуфратом и Москријем
- Була Адриано - Нова Варош (2020) на песми Вини Пу
- Шваба ортак - Атлас одер нада (2021) на песми Д.С.З
- Вокс - Литијум (2024) на песми Kick down

### Спотови
- Ја се враћам у свој храм са Шортијем (1998)
- И када знам са Шортијем (1999)
- Кеш колица (2002)
- Ђус, Струка, Гру, Шорти, Киза и Drej WITB - Стара школа, нова школа (2004)
- У твојим колима са Funky G (2005)
- Брате минли (2006)
- Приђи ми полако са Мином Костић (2006)
- Како је у Швици са Иваном Гавриловићем (2006)
- На улици са Гићом (2006)
- Мамина лепото (2008)
- Ђус и Ел президенте - Сам (2008)
- Ђус, Sha-Ilа и C-Ya - Најјачи
- Ђус и Ила - Бели гром (2009)
- Ћути док те карам (2009)
- Ти си та (2009)
- Ђус, Вокс и Херон - Оригинал (2009)
- Фарма драма (2010)
- Ђус и Кид Пекс - Како је у Бечу (2010)
- Ђус и Немања Којић Којот - Репујемо (2010)
- Ђус и Елвир Мекић - Тај ти не личи (2010)
- Навика (2010)
- Бамбола (2011)
- Хипхоп фрактура (2011)
- Мој бизнис (2011)
- Ђус и Милена Ћеранић - Бикини (2011)
- Ђус и Денчи - Није проблем (2011)
- Ђус и Кид Пекс - Витешка класа (2011)
- Ђус, Вокс и Big Prodeje of South central cartel - Blacc benz (2011)
- Ђус и Тони Дер Аси - Ghetto kamikazi (2012)
- Ђус и Вуја - Момци много лете (2012)
- Ђус и Тајсон - 24/7 hustle (2013)
- Ђус и Јелена Костов - Ракија и дискотека (2013)
- Ђус и Full Strike - Сењорита (2013)
- Гатај ми гатај (2013)
- Ђус и Тамара Филиповић - Прошло ме је све (2013)
- Ђус и Слађа Гудураш - Силикони и кубици (2013)
- Ђус, Наполеон и Марко Морено - Шта да радим сад (2013)
- Club banger (2013)
- Ђус, Наполеон, Марко Морено и Вук моб - Она мрзи цео свет (2013)
- Ђус, Буба Корели и Џала Брат - Гријех (2014)
- Живим док сам млад (2014)
- Ђус, Аркан и Воке - Београд-Париз (2014)
- Не можете (2014)
- Скинућу ти рибу (2015)
- Ти си моја вила (2015)
- Мира Шкорић (2015)
- Ђус и Андреас Верс - Еуфорија (2015)
- Боље да је крај (2015)
- Диџеј Киско, Ђус и Јован Перишић - Опила ме (2015)
- Ђус, Френки и Индиго - Wan (2015)
- Ђус и Сека Алексић - Бродолом (2015)
- Ђус и Мирела Рела - Лудача (2016)
- Ђус и Газа - То мораш да знаш (2016)
- Ђус и Јелена Крунић - Рај (2016)
- Ђус и Луна - Афтерпарти (2016)
- Диџеј Нено, Mr Black, Марко Милутиновић и Ђус - Где си сада ти  (2016)
- Ђус и Mr Black - Док отворим очи (2016)
- Диџеј Бине, Ђус и Мина Костић - Limo King (2016)
- Немаш ништа (2017)
- Ђус и Лаки кеш шкоршион - О соле миоо (2017)
- Ђус и Тони Дер Аси - Ghetto kamikazi 2 (2017)
- Усне од болера (2017)
- Balkan bitch (2017)
- Само моја (2017)
- Ђус и Бранка Соврлић - Живи живот (2017)
- Мој его (2017)
- Ђус и KurdishBrazZ - Берлин-Београд (2017)
- Ђус и Воке - Држимо град (2017)
- Ђус, Вајбс, ФЛО РИДА и Хоноребел- Tight body (2017)
- Време лечи све (2018)
- Ђус и Шваба Ортак - Дај дај дај (2018)
- Ђус и Ирма - Пунани (2018)
- Ђус и Марлон Брутал - Маче (2018)
- Ђус и Тус - International Gang (2018)
- Безобразна (2018)
- Ђус и 2HermanoZ - Bmw2 (2019)
- и Ђус - БРа (2019)
- Проблем (2019)
- Банка (2019)
- (2019)
- Ђус, Ђорђе Ђогани и Наполеон - Главе (2019)
- Мармелада (2019)
- Стамен (2020)
- Бунт (2020)
- Ђус и Була Адриано - Вини Пу (2020)
- Ђус и Мика Костић - Бол ће проћи (2020)
- Ђус, Хиљсон Мандела и Стока - Ти то можеш (2020)
- Ђус и Шолаја - Панцир (2020)
- Ђус и  - Hunger (2020)
- Ђус и  - Моја мајко (2021)
- Лоше друштво (2021)
- Шум на срцу (2021)
- Ђус и  - Кришом ћу те волети (2021)
- Усамљене ноћи (2021)
- Ђус, Tаргет и Шварц - Hippa hoppa (2021)
- Дај ми лајк (2021)
- Ђус, Наполеон и Шваба ортак - Д.С.З (2021)
- Серенада (2021)
- Репутација (2021)
- Лагиаре (2022)
- Ђус и Лацку - Петак је (2021)
- Ђус и Була Адриано - Само пословно (2022)
- Шта није јасно (2022)
- Гангста (2022)
- Ђус, Албино, Бигру и Паја Кратак - Мирна чука (2022)
- 100K (2022)
- Србија (2022)
- Ђус и Француз - Табула раса (2022)
- Б-Матер и Ђус - Ћеле кула (2022)
- Б-Матер и Ђус - Калифорнија (2022)
- Fresh Gheeto Child i Ђус - Долази зима (2023)
- Fresh Gheeto Child i Ђус - Loyal (2023)
- Тако сте мали (2023)
- Но проблема (2023)
- Бољи живот (2023)
- Сребрна дуга (2024)
- Све је супер (2024)
- (2024)
- Допамин (2024)
- Џокер (2024)
- Ђус и Стефи - Кодекси (2024)
- Ђус и Тони Дер Аси - Ghetto kamikazi 3 (2025)
- Ma Cherie (2025)
- 'Де је флоу? (2025)
- Ђус и Насер Кајтазовић - Рекеташ (2025)